# Kishō Daigakkō

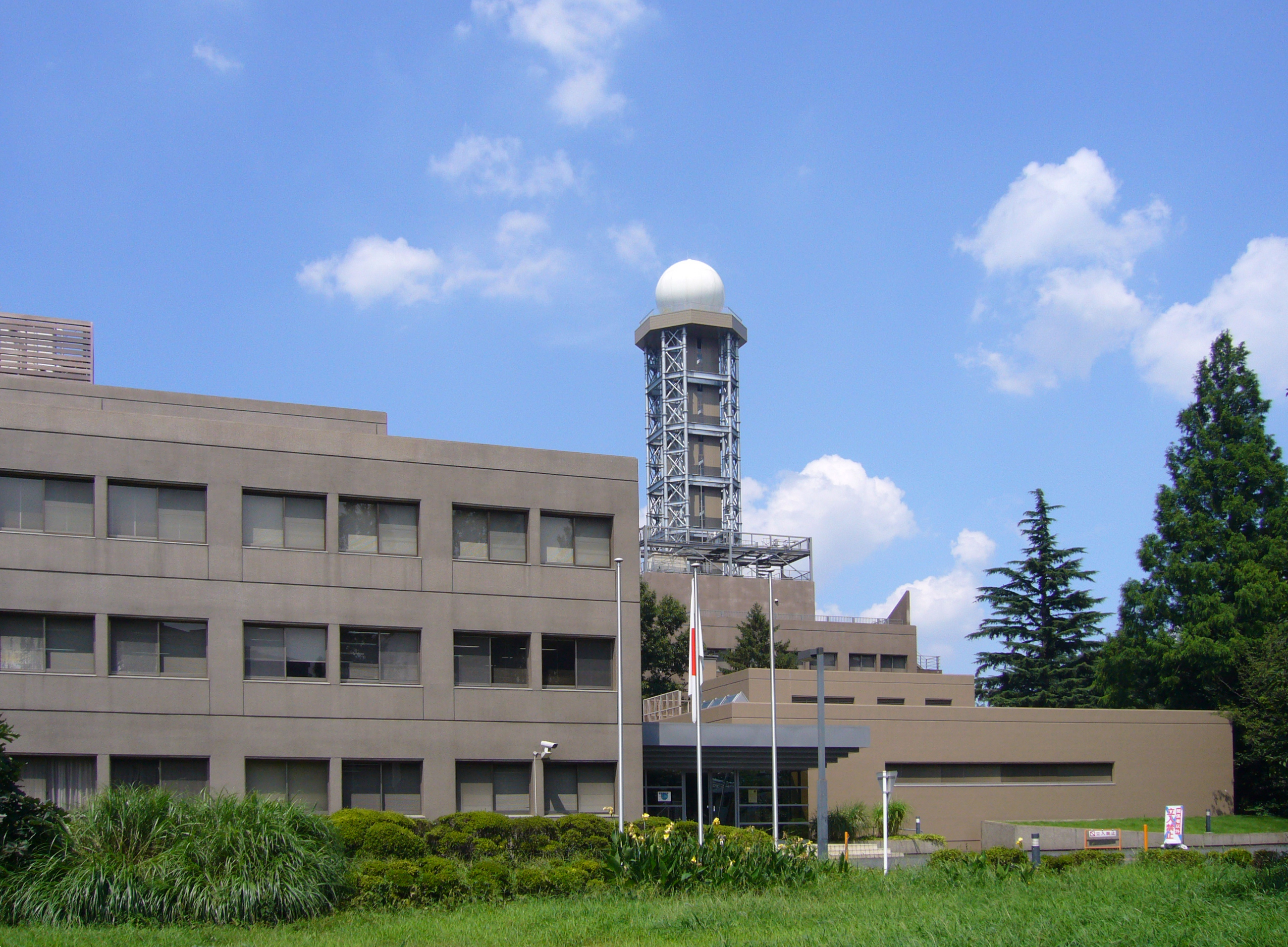
Kishō Daigakkō und Tokio-Wetterradar (2006)

Die Kishō Daigakkō (jap. 気象大学校, dt. „Meteorologische Hochschule“; engl. Meteorological College, kurz: Kidai (気大)) ist eine staatliche Hochschule in Kashiwa in der Präfektur Chiba (Japan).
Die Hochschule ist die Ausbildungsstatt von der Japan Meteorological Agency (JMA), und sie ist nicht nach dem japanischen Schul- und Erziehungsgesetz (jap. 学校教育法 Gakkō kyōiku hō) eingerichtet (Also heißt sie nicht „Daigaku“, sondern „Daigakkō“). Sie besteht aus zwei Abteilungen:
- Hochschulabteilung (大学部 Daigaku-bu), 4-jähriger Ausbildungskurs der neuen Beamten der JMA, und
- Fortbildungsabteilung (研修部 Kenshū-bu), Fortbildungskurs für die bestehenden Beamten der JMA.

Nur Männer oder Frauen mit japanischer Nationalität können sich für die Hochschulabteilung bewerben. Die Studierende der Hochschulabteilung sind als staatliche Beamte behandelt. Der Bachelorabschluss ist vergeben, nicht von der Hochschule selbst, sondern vom NIAD-QE (大学改革支援・学位授与機構).
Gegründet wurde die Hochschule 1922 als Ausbildungsanstalt der Wetterbeobachter an der Zentralwetterstation (中央気象台附属測候技術官養成所). 1943 zog die Anstalt in den heutigen Campus. 1962 erhielt sie den heutigen Namen (2-jährige Hochschule). 1964 wurde sie eine 4-jährige Hochschule. Sie hat bisher keine Graduiertenschule.

## Fakultäten
- Hochschulabteilung (大学部)